# Appleton Thorn
Appleton Thorn is een plaats en civil parish in het bestuurlijke gebied Warrington, in het Engelse graafschap Cheshire met 10.477 inwoners.